# Bannatettix nigritibialis
Bannatettix nigritibialis är en insektsart som beskrevs av Zheng, Z. och F-m. Shi 2009. Bannatettix nigritibialis ingår i släktet Bannatettix och familjen torngräshoppor. Inga underarter finns listade i Catalogue of Life.